# Lista de mamíferos da estação ecológica da Mata Preta
Esta tabela contém uma relação das espécies de mamíferos registrados na Estação Ecológica da Mata Preta e entorno.
| Família         | Espécie                   | Nome popular         | Status   |
| --------------- | ------------------------- | -------------------- | -------- |
| Didelphidae     | Didelphis albiventris     | Gambá                |          |
| Didelphidae     | Didelphis aurita          | Gambá                |          |
| Myrmecophagidae | Tamandua tetradactyla     | Tamanduá-mirim       |          |
| Dasypodidae     | Cabassous tatouay         | Tatu-de-rabo-mole    |          |
| Dasypodidae     | Dasypus novemcinctus      | Tatu-galinha         |          |
| Dasypodidae     | Dasypus septemcinctus     | Tatuí                |          |
| Dasypodidae     | Euphractus sexcinctus     | Tatu-peludo          |          |
| Molossidae      | Molossus sp.              | Morcego              |          |
| Cebidae         | Cebus apella              | Macaco-prego         |          |
| Cebidae         | Alouatta guariba          | Bugio                |          |
| Canidae         | Cerdocyon thous           | Graxaim              |          |
| Canidae         | Pseudalopex gymnocercus   | Graxaim-do-campo     |          |
| Procyonidae     | Nasua nasua               | Quatí                |          |
| Procyonidae     | Procyon cancrivorus       | Mão pelada           |          |
| Mustelidae      | Conepatus chinga          | Zorrilho, cangambá   |          |
| Mustelidae      | Eira barbara              | Irara                |          |
| Mustelidae      | Galictis cuja             | Furão                |          |
| Mustelidae      | Lontra longicaudis        | Lontra               |          |
| Felidae         | Leopardus pardalis        | Jaguatirica          | Ameaçada |
| Felidae         | Leopardus tigrinus        | Gato-do-mato-pequeno | Ameaçada |
| Felidae         | Oncifelis colocolo        | Gato-palheiro        | Ameaçada |
| Felidae         | Puma concolor             | Onça parda           | Ameaçada |
| Felidae         | Puma yagouaroundi         | Jaguarundí           |          |
| Tayassuidae     | Pecari tajacu             | Cateto               |          |
| Suidae          | Sus scrofa scrofa         | Javali               | Invasora |
| Cervidae        | Mazama americana          | Veado-mateiro        |          |
| Cervidae        | Mazama nana               | Veado-de-mão-curta   | Ameaçada |
| Cervidae        | Mazama gouazoubira        | Veado catingueiro    |          |
| Erethizontidae  | Sphiggurus sp.            | Ouriço-cacheiro      |          |
| Hydrochaeridae  | Hydrochaeris hydrochaeris | Capivara             |          |
| Caviidae        | Cavia sp.                 | Preá                 |          |
| Dasyproctidae   | Dasyprocta azarae         | Cutia                |          |
| Myocastoridae   | Myocastor coypus          | Ratão-do-banhado     |          |
| Leporidae       | Lepus europaeus           | Lebre                | Invasora |